# Élodie Bertrand
Élodie Bertrand (Burdeos, 9 de enero de 1981) es una deportista francesa que compitió en vela en la clase Elliott 6m.
Ganó una medalla de bronce en el Campeonato Mundial de Elliott 6m de 2011. Participó en los Juegos Olímpicos de Londres 2012, ocupando el sexto lugar en la clase Elliott 6m.

## Palmarés internacional
| \| Campeonato Mundial \| Campeonato Mundial \| Campeonato Mundial \| Campeonato Mundial \| \| Año \| Lugar \| Medalla \| Clase \| \| ------------------ \| ------------------ \| ------------------ \| ------------------ \| \| 2011 \| Perth (Australia) \| Medalla de bronce \| Elliott 6m \| |                   |                   |            |
| Campeonato Mundial |                   |                   |            |
| Año | Lugar             | Medalla           | Clase      |
| 2011 | Perth (Australia) | Medalla de bronce | Elliott 6m |